# Гонсалес (Флорида)
Гонсалес (англ. Gonzalez) — переписна місцевість (CDP) в США, в окрузі Ескамбія штату Флорида. Населення — 14 586 осіб (2020).

## Географія
Гонсалес розташований за координатами 30°34′58″ пн. ш. 87°17′17″ зх. д. / 30.58278° пн. ш. 87.28806° зх. д. (30.582667, -87.287924).  За даними Бюро перепису населення США в 2010 році переписна місцевість мала площу 39,67 км², з яких 39,13 км² — суходіл та 0,54 км² — водойми.

## Демографія
Згідно з переписом 2010 року, у переписній місцевості мешкали 13 273 особи в 4910 домогосподарствах у складі 3845 родин. Густота населення становила 335 осіб/км².  Було 5244 помешкання (132/км²).
Расовий склад населення:
| - 83,9 % — білих - 10,6 % — чорних або афроамериканців - 1,7 % — азіатів - 0,9 % — корінних американців |

До двох чи більше рас належало 2,4 %. Частка іспаномовних становила 2,9 % від усіх жителів.
За віковим діапазоном населення розподілялося таким чином: 25,0 % — особи молодші 18 років, 62,5 % — особи у віці 18—64 років, 12,5 % — особи у віці 65 років та старші. Медіана віку мешканця становила 39,9 року. На 100 осіб жіночої статі у переписній місцевості припадало 93,7 чоловіків;  на 100 жінок у віці від 18 років та старших — 90,3 чоловіків також старших 18 років.
Середній дохід на одне домашнє господарство  становив 73 547 доларів США (медіана — 66 283), а середній дохід на одну сім'ю — 77 900 доларів (медіана — 70 247). Медіана доходів становила 47 941 долар для чоловіків та 34 645 доларів для жінок. За межею бідності перебувало 5,5 % осіб, у тому числі 9,4 % дітей у віці до 18 років та 5,1 % осіб у віці 65 років та старших.
Цивільне працевлаштоване населення становило 6504 особи. Основні галузі зайнятості: освіта, охорона здоров'я та соціальна допомога — 21,4 %, фінанси, страхування та нерухомість — 12,5 %, науковці, спеціалісти, менеджери — 11,7 %, роздрібна торгівля — 11,4 %.